# Vicenç Sasot
Vicenç Sasot (ur. 21 stycznia 1918 w Peñalbie, zm. 12 kwietnia 1985 w Barcelonie) – hiszpański trener i piłkarz. W latach 1964–1965 trener piłkarzy FC Barcelony.